# Protogautieria
Protogautieria is een geslacht van schimmels behorend tot de familie Gomphaceae. De typesoort is Protogautieria lutea.

## Soorten
Volgens Index Fungorum telt het geslacht twee soorten (peildatum maart 2023), te weten:
| Soortnaam                 | Auteur(s) | Publicatiejaar |
| ------------------------- | --------- | -------------- |
| Protogautieria lutea      | A.H. Sm.  | 1965           |
| Protogautieria substriata | Thiers    | 1979           |